# Högfenad haj
Högfenad haj  (Carcharhinus plumbeus), så sant nämnd högfenad revhaj, är en art i familjen gråhajar (Carcharhinidae).
Arten är en av de största hajar som förekommer i kustlinjens närhet. Djurets ryggfena är trekantig och mycket hög och väger 18 % av hajens hela vikt. Kroppens färg varierar mellan gråaktig eller brunaktig till brons, undersidan är oftast ljusare eller vit. Högfenade hajar simmar ensam eller i grupper med varierande antal individer där kön är skild.
Den förekommer i tropiska havsområden över hela världen. I västra Atlantiska oceanen sträcker sig utbredningsområdet från Massachusetts till Brasilien. Bredvid människan har denna art bara tigerhajar och ibland större vithajar som fiender.
Hajens föda består huvudsakligen av fiskar, bottenlevande havsdjur, havsfåglar och sköldpaddor. Den fintandade hajen lägger inga ägg utan föder vartannat år åtta till tio full utvecklade ungar.